# Revue (théâtre)
Pour les articles homonymes, voir Revue (homonymie).

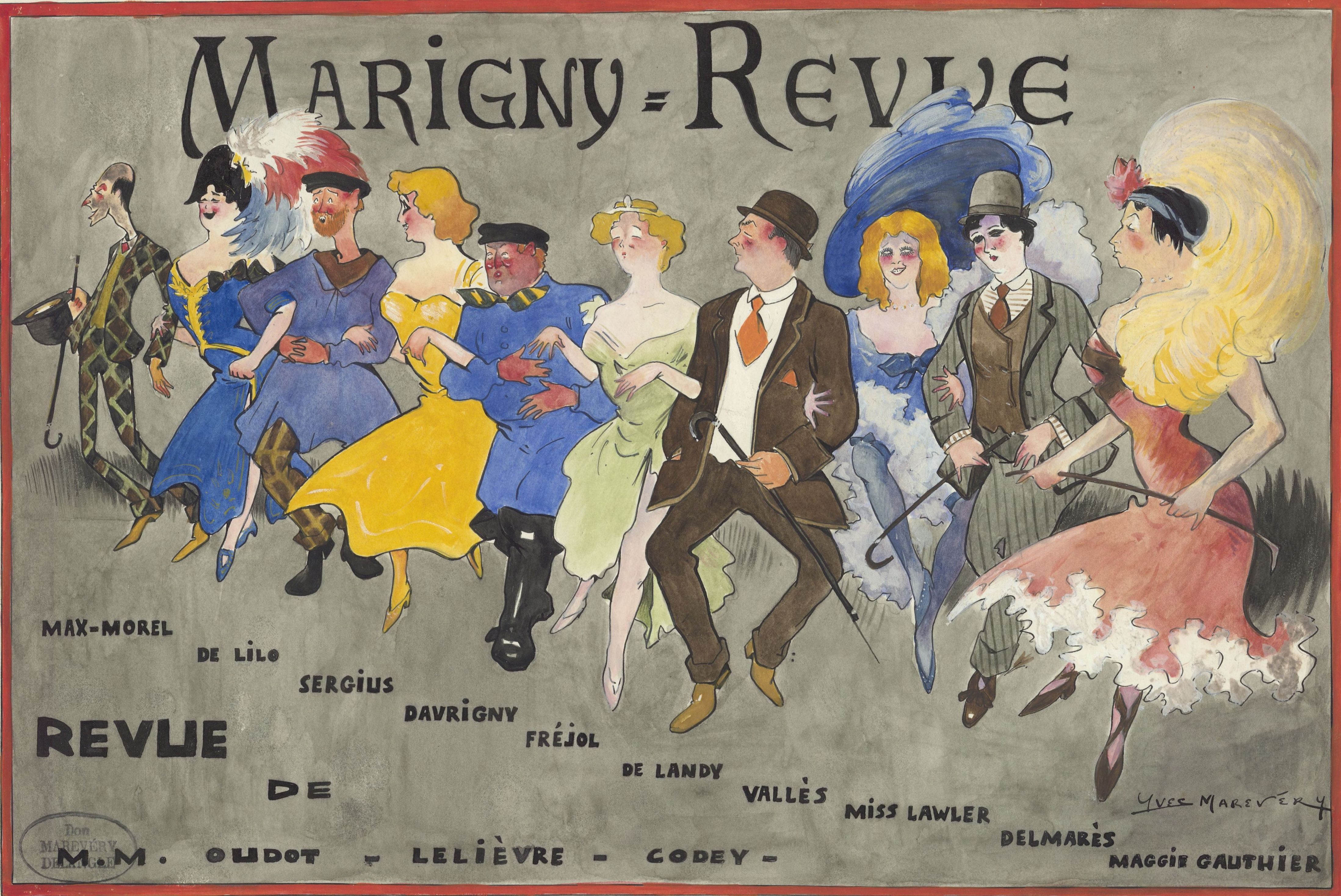
La revue de Marigny, dessin d'Yves Marevéry, 1908

Une revue est un genre théâtral qui associe musique, danse et sketches qui font la satire de personnes contemporaines, de l'actualité ou de la littérature.
Comme les formes apparentées de l'opérette et de la comédie musicale, la revue allie musique, danse et comédie pour former un spectacle complet. Contrairement à celles-ci, elle ne possède cependant pas d'histoire suivie. Un thème général est plutôt utilisé pour un enchaînement de numéros au cours desquels solos et ensembles de danse se relaient.
La revue apparaît au début du XVIIIe siècle et connaîtra surtout un grand succès, dans les années 1900 en France, entre la fin des années 1910 et les années 1930 aux États-Unis. Son principe s'inspire des spectacles des ménestrels du Moyen Âge, auxquels elle emprunte la satire, la succession d'actes propre aux variétés et l'utilisation d'un code vestimentaire particulier.
Présentées dans un décor luxueux, passant de la comédie burlesque aux spectacles de danse, les revues renouvellent le genre du théâtre de variétés et du music-hall en s'adressant à un public plus aisé.

## En Belgique
Émilienne de Sére mène la revue Bruxelles ! tout  le monde… monte, d'Edouard Dewattines, au Cirque Royal à Bruxelles pendant 3 mois en 1904,.
En Belgique francophone, de nombreuses facultés ont leur revue entièrement réalisée par des étudiants et au cours desquelles leurs professeurs sont imités de manière satirique et bon enfant (La Revue des Ingénieurs, la Grande Revue de Droit et la Revue FIAL (Faculté de Philosophie, Art et Lettres) à Louvain-la-Neuve, la Revue Médecine ou la Revue EMCP à Namur,  etc).

## Aux États-Unis
Aux États-Unis, le premier spectacle moderne à combiner avec succès ces éléments fut The Black Crook dont la première eut lieu le 12 septembre 1866, avec notamment Marietta Bonfanti et Rita Sangalli. En 1894, c'est le terme de review qui est utilisé pour qualifier The Passing Show, de George Lederer. L'expression française « revue » passera telle quelle à la langue anglaise en 1907 à l'initiative de Florenz Ziegfeld, qui popularisera le genre et s'assurera le succès avec ses célèbres danseuses, les « Follies Girls ». Ses spectacles, qui se déroulaient au New Amsterdam Theatre de New York, ont formé la trame de nombreux films musicaux, comme Le Grand Ziegfeld, Ziegfeld Follies ou La Danseuse des Folies Ziegfeld.
Cette nouvelle forme de divertissement domina dans la plupart des théâtres de Broadway et lança des artistes tels que Richard Rodgers et Lorenz Hart. Ensuite, Rodgers et Hart créèrent une série de revues intitulées Garrick Gaieties. Des grands noms du théâtre (Fanny Brice et Eartha Kitt notamment) débutèrent dans la revue New Faces of 1952 (en).

## En France
En 1886, Édouard Marchand conçoit un nouveau genre de spectacle : la revue de music-hall. Édouard Marchand comprend que la femme est au cœur de ce nouveau concept et va l'imposer aux Folies Bergère. En 1912 a lieu la première apparition sur scène d'une femme totalement dénudée.
Le concept de revue se retrouve aujourd'hui dans les cabarets parisiens comme le Lido, les Folies Bergère, le Moulin Rouge ou le Crazy Horse Saloon, mais aussi dans des spectacles comme « la Revue de l'Orphéon », à Hazebrouck ou « la Revue du Trocadero » présentée au Trocadéro à Liège, en Belgique; dans le Friedrichstadt-Palast à Berlin et également dans des shows à Las Vegas.
Depuis sa fondation en 1991, le groupe de recherche Outrapo présente au public ses exercices de théâtre à contraintes sous forme de revue des travaux en cours. Ces présentations s'intitulaient Outrapo's Revue jusque dans les années 2000, puis Revue vivante de l'Outrapo.

## En Italie
Dans les vingt premières années du XXe siècle en Italie, la « rivista » (litt. « revue ») était un spectacle centré sur la parodie de l'actualité. Dans la période fasciste, la possibilité de faire de la satire politique disparaissant, on eut recours à une comédie plus abstraite, confiée au talent de l'acteur plutôt qu'à l'humour du texte et aux gags les plus spectaculaires. Les principaux interprètes de cette période sont Ettore Petrolini, issu de l'avanspettacolo, Erminio Macario, qui fonde en 1930 une compagnie (qui restera en activité jusqu'en 1965) et écrit en 1937 pour Wanda Osiris, qui devient la première soubrette italienne et le restera jusqu'au début des années 1950, Riccardo Billi, Carlo Campanini, Nino Taranto et Carlo Dapporto. Dans les années de la Seconde Guerre mondiale, le théâtre de revue était un moyen de rêver, de distraire ses pensées de la cruauté de la guerre et de les faire s'envoler vers des lieux exotiques et paradisiaques grâce à des décors somptueux, ou de se distraire avec les jambes des danseuses et les plaisanteries hilarantes des comédiens.

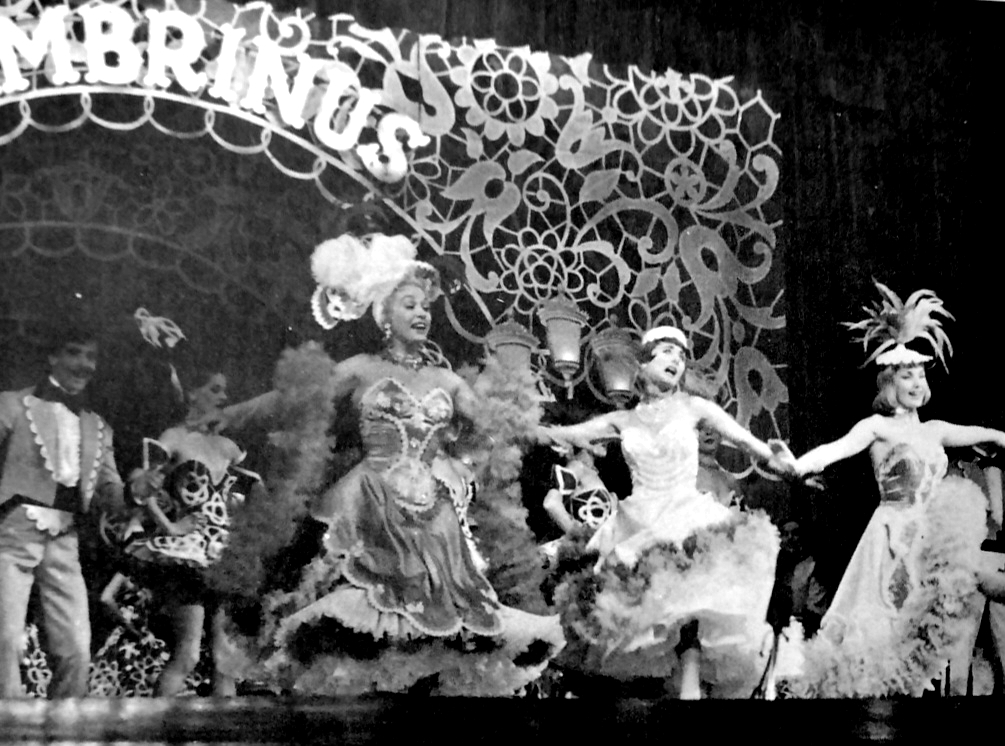
E tu biondina, revue théâtrale de 1956, avec Liana Rovis, Sandra Mondaini et.

Dans la première décennie qui suit la Seconde Guerre mondiale, dans une Italie profondément transformée, on assiste à un retour précipité de la satire politique. On assiste ensuite à une évolution vers la revue à grand spectacle, avec des mises en scène somptueuses, des défilés de jolies filles, de grandes chorégraphies, des décors complexes, le tout à des coûts considérables. Ce dernier genre de revue, également présent dans d'autres pays, met davantage l'accent sur le caractère comique en Italie. En tant que soubrette, Wanda Osiris a toujours dominé, mais de nouvelles figures se sont progressivement imposées, représentant un nouveau type de personnage féminin, non plus axé sur la beauté et la séduction, mais sur la stature artistique : Lauretta Masiero, Marisa Del Frate, Bice Valori, Sandra Mondaini. Côté masculin, Renato Rascel, Walter Chiari, Gianni Agus, Gino Bramieri, Raffaele Pisu émergent.
En tant qu'auteurs, puis en tant que producteurs, Garinei et Giovannini dominent dès l'immédiate après-guerre, produisant près de deux pièces de théâtre par an, toutes couronnées de succès. Quelques-unes de ces pièces les plus notables sont Si stava meglio domani, avec Wanda Osiris et Enrico Viarisio (1946), Domani è sempre domenica (1947), Al Grand Hotel (1948), Il diavolo custode (1950) avec Wanda Osiris, Enrico Viarisio, Dolores Palumbo et Gianni Agus, Gran Baraonda (it) (1952) avec Wanda Osiris, Alberto Sordi et le Quartetto Cetra, Made in Italy (1953), avec Erminio Macario et Wanda Osiris. C'est au cours des années 1950 que Garinei et Giovannini ouvrent la voie qui mènera progressivement à la naissance de la comédie musicale. Ils écrivent alors des spectacles d'un genre nouveau, qu'ils n'appellent plus « rivista » : Attanasio cavallo vanesio (1952), Giove in doppiopetto (1954), La padrona di Raggio di Luna (1955).
D'autres couples célèbres, dans ces années-là, n'ont cessé d'écrire et de mettre en scène des spectacles de revue. En 1949, Giulio Scarnicci (it) et Renzo Tarabusi (it) écrivent la revue Chi vuol essere lieto sia pour la troupe de Carlo Campanini et Lilia Silvi, et remportent le Maschera d'argento. De la saison 1951/52 à la saison 1957/58, ils travaillent en étroite collaboration avec le couple Ugo Tognazzi et Raimondo Vianello, mettant en scène Dove vai se il cavallo non ce l'hai (1951/52), Ciao Fantasma (1952/53), Barbanera bel tempo si spera (1953/54, deuxième Maschera d’argento), Passo Doppio (1954/55) avec lequel ils ont également débuté à Paris sous le titre de « Flash », Campione senza volere (1955/56), Uno scandalo per Lily (1957/58) avec Ugo Tognazzi, Lauretta Masiero, Ave Ninchi, Gianrico Tedeschi, Mario Scaccia.
Un autre couple de scénaristes et de metteurs en scène de revues est formé par Marcello Marchesi et Vittorio Metz, qui mettent en scène Milano miliardaria (1951), Era lui, si, si! (1951), Sette ore di guai (1951), Il mago per forza mis en scène avec Marino Girolami (1951), Tizio, Caio, Sempronio, mis en scène avec Alberto Pozzetti (1951), Lo sai che i papaveri, (1952), Noi due soli, mis en scène avec Marino Girolami (1952).
Les années 1950 voient donc la concomitance des revues et des comédies musicales, dans un processus d'« osmose » du premier genre au second, avec de vives confrontations dans la presse et parmi les critiques ; et c'est la comédie musicale naissante qui est appelée à s'imposer.

## Citation
« Il ne faut pas dire du mal des revues. Elles ont leur agrément. De la musique légère, faite d’airs connus, des couplets malicieux sur des gens notoires, le doigt mis sur les ridicules à la mode, la satire amusée des événements de l’année, de l’esprit, de l’entrain, beaucoup de gaieté dans beaucoup de méchanceté — ou de malice, si vous préférez un mot moins fort. Cela repose... » (Paul Léautaud, Le Théâtre de Maurice Boissard, Le Mercure de France du 16 janvier 1912).

## Pour approfondir